# Wittekindsburg (Bramsche)
Die Wittekindsburg ist eine abgegangene hoch- bis spätmittelalterliche Niederungsburg südlich des Ortsteils Engter  der Stadt Bramsche im niedersächsischen Landkreis Osnabrück.
Zur Unterscheidung von anderen Burganlagen mit gleichem Namen wird sie meist als Wittekindsburg im Frankensundern bezeichnet.
Historische Überlieferungen, die sich auf diese Anlage beziehen lassen, sind nicht bekannt. Die Bauweise und die die 1980 bei einer Ausgrabung getätigten Funde sprechen für eine Einordnung in das 13. bis 15. Jahrhundert.

## Beschreibung
Die Burg besteht aus einer 24 × 13 m großen, ungefähr rechteckigen Aufschüttung, die zwei Bauphasen aufweist. In der ersten Phase hat vermutlich eine Holz-Erde-Befestigung bestanden, die von einem 8–9 m breiten und max. 1,3 m tiefen Wassergraben mit holzversteiften Böschungen umgeben war. Jenseits des Grabens befindet sich ein heute nur noch sehr flacher Vorwall von 4,5 m Breite. Nach einer Nachricht aus dem 19. Jahrhundert sind bei der Anlage neuer Forstkulturen „die Wälle zur Ausfüllung des Innenraums benutzt worden“. Dies könnte außer auf eine deutlich höhere Wallkrone auch auf die Existenz einer Vorburg schließen lassen. Die Existenz eines Holzgebäudes im Inneren während der ersten Phase ist nicht sicher belegt. Die Gräben sind nach den Grabungsbefunden in jüngerer Zeit ausgebaggert worden.